# Charles Calderon
Pour les articles homonymes, voir Calderon.
Charles Calderon, né le 1er juillet 1864 à Paris et mort le 22 août 1932 à Nice, est un peintre français.

## Biographie
Charles Clément Calderon est le fils de Francisco Calderon, négociant, et de Mathilde Froment.
Élève d'Alexandre Cabanel, il expose de nombreuses toiles ayant pour paysage Venise.
Durant la crise, il se résout à vendre ses toiles à prix dérisoire, et n'ayant plus d'argent, il rédige une lettre destinée au commissaire, expliquant son geste fatidique. Le lendemain matin, alerté par l'odeur de gaz, le concierge mène la police au premier étage de l'immeuble, découvrant le robinet de gaz d'éclairage encore ouvert, et le peintre gisant dans la cuisine, la tête sur un oreiller,.